# 槳等鰭石首魚
槳等鰭石首魚為輻鰭魚綱鱸形目鱸亞目石首魚科的其中一種，分布於東太平洋區，從墨西哥下加利福尼亞半島至秘魯海域，體長可達36公分，棲息在沿海及河口區，屬肉食性，以蝦子、魚類及頭足類為食，可做為食用魚。

## 外部連結
- 槳等鰭石首魚的圖片